# Eurystaura griseitincta
Eurystaura griseitincta är en fjärilsart som beskrevs av George Francis Hampson 1910. Eurystaura griseitincta ingår i släktet Eurystaura och familjen tandspinnare. Inga underarter finns listade i Catalogue of Life.